# Amblypodia axiothea
Amblypodia axiothea är en fjärilsart som beskrevs av William Chapman Hewitson 1863. Amblypodia axiothea ingår i släktet Amblypodia och familjen juvelvingar. Inga underarter finns listade i Catalogue of Life.